# Conseil national de transition (Tchad)
Pour les articles homonymes, voir Conseil national de transition.
Le Conseil national de transition est le parlement provisoire mise en place par le Conseil militaire de transition après la dissolution de l'Assemblée nationale en avril 2021,.

## Historique
Mis en place en octobre 2021, il est alors composé de 93 membres. En octobre 2022, le nombre de députés passe de 93 à 197.

## Groupes parlementaires
L'Assemblée se compose de douze groupes parlementaires :
- Les Refondateurs (Mouvement patriotique du salut), présidé par Ali Kolotou Tchaïmi
- Alliance démocratique présidée par Brice Mbaïmon Guedmbaye
- Le Peuple Uni présidé par Abdelmanane Mahamat Kata
- Les Pacifistes présidé par Dionadji Alain
- Les Patriotes, présidé par Mahamat Oumar Malloum
- Sensibilité de la Société Civile, présidé par Mahamat Saleh Moussa.
- Les Légalistes
- L’Égalité, présidé par Mahamat Soumaine.
- Les Rénovateurs, présidé par Romadoumngar Félix Nialbé
- Les Républicains, présidé par Brahim Ben Seid
- Watana Assalam présidé Ibrahim Mahamat Moustapha
- Les Vrais et Démocrates pour la paix présidé par Ahmed Djidda